# Stephen Parry
Stephen Parry (ur. 2 marca 1977 w Liverpoolu) – brytyjski pływak specjalizujący się w stylu motylkowym, brązowy medalista olimpijski.
Jego największym sukcesem jest brązowy medal na Igrzyskach Olimpijskich 2004 w Atenach na dystansie 200 m stylem motylkowym.